# John Korir
John Korir (ur. 2 grudnia 1996) – kenijski lekkoatleta specjalizujący się w biegach długodystansowych. 

## Kariera
W 2021 i 2022 roku zwyciężał w Los Angeles Marathon, osiągając kolejno 2:12:48	oraz 2:09:08.
9 października 2022 roku zajął trzecie miejsce podczas Chicago Marathon z czasem 2:05:01, ustępując jedynie Bensonowi Kipruto oraz Abdiwakowi Turze.
W październikiku 2024 roku wygrał Chicago Marathon z czasem 2:02:43, zostając szóstym najszybszym mężczyzną w historii biegu maratońskiego. 

## Rekordy życiowe
| Konkurencja   | Wynik   | Data                 | Miejsce       | Zawody                            |
| ------------- | ------- | -------------------- | ------------- | --------------------------------- |
| Maraton       | 2:02:43 | 13 października 2024 | Chicago       | Chicago Marathon 2024             |
| Półmaraton    | 58:50   | 24 lutego 2024       | Ras al-Chajma | Ras Al Khaimah Half Marathon 2024 |
| Bieg na 15 km | 42:11   | 14 lipca 2024        | Utica         | Boilermaker Road Race 2024        |